# Porto União
Porto União es un municipio brasileño del estado de Santa Catarina. Tiene una población estimada al 2022 de 32 970 habitantes. Ubicado en la frontera con Paraná, pertenece a la Región metropolitana del Norte-Nordeste Catarinense.
Separada del municipio de União da Vitória, de Paraná, este territorio era una sola localidad antes de la Guerra del Contestado, formando entre ambas un núcleo urbano de más de 100 000 habitantes. Las ciudades son conocidas como "As Gêmeas do Iguaçu" ("Las Gemelas del Iguazú).

## Toponimia
Su primer nombre fue "Porto da União" ("Puerto de la Unión"), ya que en sus inicios la villa era usada como punto de embarque de quienes utilizan el Iguazú.

## Historia
Como villa, la ciudad comenzó en 1842 con el nombre de Porto da União, sobre el río Iguazú en un lugar poco profundo sobre el río que facilitaba el paso de las tropas provenientes de los campos de Palmas. El pequeño pueblo creció y en 1855 su nombre fue cambiado a Porto União da Vitória. A finales del Siglo XIX y comienzos de Siglo XX, la localidad recibió pobladores de origen europeo, la mayoría alemanes.

### Guerra del Contestado
Tras el fin de la Guerra del Contestado en 1916, se estableció el límite estatal en el río Iguazú y separando la localidad por la mitad, creando el 5 de septiembre de 1917 fue creado el municipio de Porto União, con las líneas limítrofes establecidas en 1919.